# Les Tavernes
Les Tavernes var en tidigare kommun i kantonen Vaud i Schweiz. Kommunen hade 130 invånare (2011). Den var belägen cirka 14,5 kilometer öster om Lausanne och bestod av de mindre byarna Les Carboles, La Dausaz, Haut-Crêt, Les Rafforts och Le Saley.
Den 1 januari 2012 slogs Les Tavernes samman med Bussigny-sur-Oron, Châtillens, Chesalles-sur-Oron, Ecoteaux, Les Thioleyres, Oron-la-Ville, Oron-le-Châtel, Palézieux och Vuibroye till den nya kommunen Oron.